# حکمتعلی مظفری
حکمتعلی مظفری روحانی و قاضی ایرانی است که از دی سال ۱۴۰۳ رئیس شعبه ۴۲ دیوان عالی کشور است. وی از شهریور تا دی ۱۴۰۳ به‌عنوان‌ مستشار شعبه ۳۴ دیوان عالی کشور فعالیت می‌کرد. مظفری پیش‌تر ریاست دیوان عدالت اداری، شعبه اول تجدیدنظر دیوان و هیئت عمومی دیوان عدالت اداری را بر عهده داشت. همچنین در زمان ریاست سید ابراهیم رئیسی بر قوه قضائیه، معاونت قضایی بر عهده وی بود.

## سوابق
برخی دیگر از سوابق وی عبارتند از:
- ریاست دادگستری استان مرکزی
- رئیس دادگستری شهرستان ساوه
- رییس کل دادگستری استان آذربایجان شرقی[۳]